# Rodium(II)acetaat
Rodium(II)acetaat is een chemische verbinding met de structuurformule Rh2(AcO)4, waarbij AcO− het acetaat-ion is. 

## Synthese
Een van de eerste methodes om rodium(II)acetaat te maken is door rodium(III)hydroxide te laten reageren met azijnzuur. Azijnzuur wordt hierbij geoxideerd tot koolstofdioxide. 
{\displaystyle {\ce {2 Rh(OH)3 . 3 H2O + 4 AcOH -> Rh2 (OAc)4}}}
Tegenwoordig wordt rodium(II)acetaat gemaakt door rodium(III)chloride trihydraat te laten reageren met azijnzuur in een oplossing van azijnzuur en ethanol in aanwezigheid van natriumacetaat. Bij de reactie wordt het ethanol geoxideerd. Het reactiemechanisme is niet geheel bekend, maar onlangs werd een intermediaat geïsoleerd waarbij de chloor ionen bruggen vormen tussen de verschillende rodium atomen.
{\displaystyle {\ce {2 RhCl3 . 3 H2O + 4 AcOH -> Rh2 (OAc)4}}}

## Structuur
Rodium(II)acetaat heeft een dimeerstructuur en beide rodiumatomen bevinden zich in een octahedrale coördinatie. De acetaationen coördineren aan de equatoriale posities en water aan beide axiale posities. Koper(II)acetaat en chroom(II)acetaat hebben vergelijkbare structuren.
Rodium(II)acetaat is een donkergroen poeder. 

## Gebruik
Rodium(II)acetaat wordt in de organische chemie vaak gebruikt voor als katalysator voor verschillende reacties.
1. Cyclopropanatie
2. Aromatische cycloaddities
3. C–H insertie
4. Oxidatie van alcoholen
5. X–H insertie (X = N, S, O)